# Wołodymyr Wakułenko
Wołodymyr Wakułenko (ur. 1 lipca 1972, zm. 2022) – ukraiński pisarz, poeta i aktywista.

## Życiorys
Po rozpadzie swojego pierwszego związku przeniósł się do Lwowa. Był pisarzem i poetą. W dorobku miał 13 książek. Po urodzeniu się jego drugiego syna zaczął pisać książki dla dzieci. Był laureatem Międzynarodowej Nagrody Literackiej im. Olesa Ulianenki oraz laureatem Ogólnoukraińskiego Konkursu im. Łesia Martowycza. Za swoje osiągnięcia literackie otrzymał Srebrny Trójząb w 20. rocznicę odzyskania przez Ukrainę niepodległości. Od jesieni 2013 roku był aktywnym zwolennikiem tzw. rewolucji godności na Ukrainie.
Od 2010 roku Wakułenko był także aktywnym edytorem ukraińskojęzycznej wersji Wikipedii. Zapoczątkował około 100 artykułów i wykonał blisko 4000 edycji.
Po inwazji rosyjskiej na Ukrainę w lutym 2022 roku, został uprowadzony pod koniec marca tego samego roku ze swego domu we wsi Kapytoliwka wraz z samotnie wychowywanym synem cierpiącym na autyzm. Początkowo zwolniony, krótko potem został ponownie zatrzymany, a jego los pozostawał nieznany.
We wrześniu 2022 roku po wyzwoleniu przez wojska ukraińskie miasta Izium, odnaleziono tam masowy grób, w którym złożono ciała 447 osób. 28 listopada 2022 roku, portal internetowy Suspilne.media poinformował, iż badania DNA potwierdziły, że wśród ofiar złożonych w masowym grobie znajdowało się ciało Wołodymyra Wakułenki. Informacje potwierdziła na Facebooku także była żona pisarza. 
Przed ponownym uprowadzeniem zdołał ukryć swój pamiętnik pisany w czasie okupacji, który po wyzwoleniu został odnaleziony przez Wiktorię Amelinę i ojca pisarza a następnie przekazany do Charkowskiego Muzeum Literatury. Dzienniki ukazał się po polsku w przekładzie Michała Petryka w antologii  Wojna 2022 (wybór i opracowanie Wołodymyr Rafiejenko, Warszawa, Centrum Mieroszewskiego, 2023).